# Bezzia suavis
Bezzia suavis är en tvåvingeart som beskrevs av Oskar Augustus Johannsen 1931. Bezzia suavis ingår i släktet Bezzia och familjen svidknott. Inga underarter finns listade i Catalogue of Life.